# Општина Гостину (Ђурђу)
Гостину (рум. Gostinu) општина је у Румунији у округу Ђурђу.
Oпштина се налази на надморској висини од 18 m.